# 말법 사상
말법 사상(末法思想)은 불교의 역사관 중의 하나로, 정법시(正法時) · 상법시(像法時) · 말법시(末法時)의 3시(三時) 중 마지막 1만년간의 말법 시대에 대한 사상이다.
고타마 붓다가 반열반에 든 후에 불교에서는 그 가르침이 3단계로 변화한다는 견해가 생겼다.  이 견해는 사람들의 기근능력(機根能力)은 차차 저하하고 그 교설이 올바르게 행해지지 않게 된다는 역사관으로 이 견해에 따르면 시대는 정법(正法) · 상법(像法) · 말법(末法)의 3시(三時)로 나뉜다.
말법 시대(末法時代)는 정법이 절멸(絶滅)한 시대이며, 이 시기에 윤회하는 불교도에게 강한 반성과 분기(奮起)를 촉구하고, 이에 대처할 방법을 생각하게 하였다.

## 대표적인 견해
말법(末法)으로 들어가는 시기는 정법(正法) · 상법(像法)을 각기 500년 또는 1000년으로 할 것인가, 또는 전자를 500년, 후자를 1000년으로 할 것인가 하는 4종의 이설(異說)이 있으나, 요컨대 상법(像法)이 끝난 이후 1만년간이 말법 시대(末法時代)라는 것은 일치된 의견이다.
정법(正法) · 상법(像法) · 말법(末法)의 3시(三時)에 대한 견해 중 그 대표적인 것은 다음과 같다.
정법(正法)의 시대는 교설(敎)과 그 실천(行)과 그 증과(證果: 證)의 셋이 모두 갖춰진 시대로 고타마 붓다의 가르침이 정당하게 계승되어 사람들이 구제되는 시기로, 그 기간은 5백년이다. 상법(像法)의 시대는 교설(敎)과 실천(行)뿐으로 증과(證)가 없는 시대로 정법(正法)과 유사한 "상법(像法)"의 시대이며 그 기간은 1천년이다. 말법의 시대는 교설(敎)뿐인 시대로 고타마 붓다 당시의 가르침인 도(道)를 수행하여 깨닫는 자는 없게 되고 교법만이 잔존할 뿐인 시대이며 그 기간은 1만년이다. 말법(末法) 시대 후에는 교(敎)도 없는 법멸(法滅)의 시대가 온다고 한다.

## 중국 불교의 말법 사상
말법 사상이 중국 불교의 문헌에 나타난 것은 남악혜사의 《남악사선사입서원문(南岳思禪師立誓願文)》이라 한다.  이어 수나라(隋: 581~618)의 신행선사(信行禪師: 540~594)는 말법은 제3계(第三階)의 시(時)로 보고, 특정한 일법(一法)에 의하지 않고, 보법(普法: 全佛敎)을 수행해야 한다고 하여 삼계교(三階敎)를 창도(唱道)하였다. 당나라(唐: 618~907) 시대에는 도작(道綽: 562~645) · 선도(善導: 613~681) 등이 말법상응(末法相應)의 가르침으로써 정토교(淨土敎)를 퍼뜨려, 말법 사상이 서민 사이에 크게 침투되었다.
정법 · 상법 · 말법의 각 시기의 연수(年數)에는 이설(異說)이 있다. 그러나 당나라 시대 당시에서는 고타마 붓다의 입멸(入滅)을 기원전 949년이라 하여 말법의 제1년은 남조(南朝) 양(梁: 502~557)의 승성 원년(承聖元年: 552)에 해당된다고 하였다. 그것은 당시 침체된 불교계 사정은 물론 파불사건(破佛事件) 등과 맞물려 말법의 도래가 가까워진 것으로 생각했기 때문이다. 그러므로 예전처럼 오랜 시간을 필요로 하는 가르침과 수행(修行)으로는 구원을 받지 못하기 때문에 말법에 어울리는 교법이 있어야 한다고 주장했다. 마침내 그것이 정토교(淨土敎)가 왕성해지는 원인이 되었다.
이 타력(他力)을 강조하는 사상은 자력(自力)을 내세우는 선종(禪宗)과는 대조적인 것이다. 선종(禪宗)은 양대(梁代) 때 보리달마(菩提達摩)에 의하여 처음으로 전해졌다고 하는데, 당나라 시대의 신수(神秀: 605?~706)와 혜능(慧能)(638~718, 6조대사)에 이르러 확립되었다.

## 참고 문헌
- 이 문서에는 다음커뮤니케이션(현 카카오)에서 GFDL 또는 CC-SA 라이선스로 배포한 글로벌 세계대백과사전의 내용을 기초로 작성된 글이 포함되어 있습니다.